# Allied World Assurance
Allied World Assurance ist ein Schweizer Versicherungsmakler mit Sitz im Park Tower in Zug. Das Unternehmen ist sowohl in der Direkt-, als auch in der Rückversicherungsbranche tätig.

## Geschichte
Das Unternehmen wurde im November 2001 mit vier Mitarbeitern von einem Konsortium einiger Investoren, darunter die American International Group, der Chubb Corporation, Goldman Sachs und Swiss Re gegründet und beschäftigt heute über 1'000 Mitarbeiter. Im Oktober 2002 wurde die europäische Niederlassung mit Sitz in Irland gegründet. Im Mai 2003 folgte eine Niederlassung in London und im Oktober 2008 in Zug. Darüber hinaus betreibt das Unternehmen zehn Niederlassungen in den USA sowie in Bermuda, Hongkong und Singapur.
Am 30. November 2010 verlegte der Konzern seinen Sitz von den Bermuda-Inseln nach Zug in die Schweiz. Damit verbunden war auch die Umwandlung des Konzerns in eine Aktiengesellschaft nach Schweizer Recht.
Im Juli 2017 wurde Allied World Assurance für 4,9 Mrd. US-Dollar vom kanadischen Konkurrenten Fairfax Financial übernommen und in eine GmbH umgewandelt.